# Matt Cranitch
Matt Cranitch est un musicien traditionnel (fiddler) irlandais. Il est l'un des membres fondateurs du groupe Na Fili, et collabore actuellement avec Sliabh Notes. Il est également un écrivain prolifique, concentrant son œuvre sur la musique traditionnelle irlandaise.

## Biographie
Matt Cranitch grandit à Rathduff, petit village du comté de Cork, dans une famille d'enseignants, et de musiciens, qui pratique le gaélique irlandais. Son père, Mícheál, joue du fiddle et de l'accordéon, et sa mère, Kathleen, pratique le chant irlandais. Il commence à jouer du violon à l'âge de sept ans, d'abord avec son père, puis à l'école de musique de Cork. Ses deux sœurs et son frère sont également des musiciens.
Il est diplômé en électronique et de musique à l'université de Cork (UCC) et se spécialise dans la musique du Sliabh Luachra (en) (région de Munster, sud-ouest de l'Irlande). Il donne des conférences au Cork Institute of Technology (en) dans les domaines de l'électronique et de la technologie musicale (en).
Durant ses études, il joue dans divers groupes, à l'UCC ou en dehors, et fait la rencontre de Tomás Ó Canainn, professeur à l'université, et de Raymond O'Shea (tin whistle) et cofonde le groupe Na Filí en 1969. Il y restera jusqu'en 1979, année de l'arrêt du groupe.
Il rencontre alors Mick Daly et Dave Hennessy, avec qui il crée Any Old Time et enregistre trois albums : Any Old Time, Phoenix et Crossing.
En 1983, il est approché par les éditions Ossian Publications, pour écrire un manuel technique sur le fiddle. L'ouvrage, The Irish Fiddle Book, sera finalement publié le 9 mars 1988.
En 1994, il crée Sliabh Notes et un premier CD éponyme est publié en 1995. Les membres actuels sont Dónal Murphy à l'accordéon, Tommy O'Sullivan à la guitare et aux chants, et Matt Cranitch au fiddle. Le groupe se produit tant en Irlande qu'ailleurs en Europe et aux États-Unis.
En 2002, en récompense à ses recherches musicales, il est honoré d'un Government of Ireland Senior Research Scholarship. Il est également un contributeur régulier de TG4.

## Discographie
Avec Any Old Time :
- Any Old Time ;
- Phoenix ;
- Crossing.

Avec Sliabh Notes :
- Sliabh Notes (1995) ;
- Gleanntán (1999) ;
- Along Black Water’s Banks (2001).

Avec Jackie Daly :
- The Living Stream.

Albums solo :
- Eastig Seal (Aisling Gheal - 1984) ;
- Take A Bow ;
- Give it Shtick ;
- The Irish Fiddle Book ;
- Thomnacht Handed On ;
- The County Bound (compilation) ;
- The Land of the Gael.

## Ouvrages
- (en) Matt Cranitch, The Irish Fiddle Book, Ossian Publications, 1988.